# Riccardo Ghione

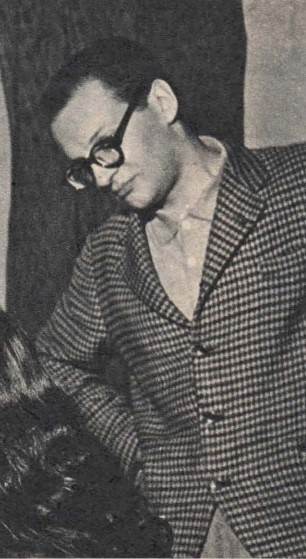
Riccardo Ghione

Riccardo Ghione (* 22. Februar 1922 in Acqui Terme; † 2003) war ein italienischer Filmschaffender.

## Leben
Ghione trat erstmals zu Beginn der 1950er Jahre als Ko-Herausgeber von Cesare Zavattini und Marco Ferreri des drei Male erschienenen „Documento mensile“ in Erscheinung. Als Produzent war er wie beide Mitstreiter kurz darauf am Film Amore in città beteiligt, der die Poesie Zavattinis in Bilder umsetzte. In der folgenden Zeit bis 1960 engagierte sich Ghione vor allem als Drehbuchautor, welche Arbeitsform er Mitte der 1980er Jahre für ein Jahrzehnt wieder aufnahm, als er v. a. erotische Stoffe schrieb.
Nach einem nur äußerst selten gezeigten Film inszenierte er 1968 La rivoluzione sessuale, in dem er die Theorien des Wilhelm Reich nach eigenem Drehbuch verfilmte. Das Thema des Wohlstandes auf Kosten anderer und der Entmenschlichung behandelte er im 1971 entstandenen A cuore freddo; sein letzter eigener Film war dagegen ein herkömmlicher Giallo.

## Filmografie (Auswahl)

### Regie
- 1968: Il limbo
- 1968: Seid nett aufeinander (Il rivoluzione sessuale)
- 1971: A cuore freddo
- 1972: Il prato macchiato di rossa

### Drehbuch
- 1968: Die Ente klingelt um ½ 8
- 1984: Hunger nach Zärtlichkeit (Fotografando Patrizia)
- 1985: Scandalous Gilda (Scandaloso Gilda)

## Produzent
- 1953: Liebe in der Stadt (Amore in città)